# Галицкое наместничество
Наместничество в Королевстве Галиции и Лодомерии (укр. Намісництво у Королівстві Галичини та Володимирії, известное, как Галицкое наместничество (укр. Галицьке намісництво)) — высший орган исполнительной власти в Королевстве Галиции и Лодомерии, части Австрийской (затем Австро-Венгерской) империи.
Галицкое наместничество учреждено в 1849 году, вместе с 9 подобными наместничества в 9 австрийских коронных краях. Возглавлял наместничество назначенный императором наместник (до этого были губернаторы). Почти все галицкие наместники (11 из 17) были польскими магнатами, которые проводили в Восточной Галиции политику полонизации. Первым галицким наместником был Агенор Голуховский (занимал эту должность в 1849—1859, 1866—1868, 1871—1875 годах).
Территория Галицкого наместничества делилась на уезды, которых в Восточной Галиции было 50, и руководили ими старосты.
Аппарат Галицкого наместничества состоял из департаментов, количество которых в течение второй половины XIX века колебалась от 8 до 17. В начале XX века их количество возросло — в 1908 году Галицкое наместничество насчитывало 24, в 1912 — 37 департаментов. При наместничества было немало других различных учреждений, непосредственно ему подчиненных, через которые оно воплощало как акты центральных органов власти и управления, так и свои собственные директивы. Галицкое наместничество размещалось в административном здании, построенным в 1870—1878 годах архитекторами Ф. Ксенжарским и С. Гавришкевичем.
Наместничество прекратило свою деятельность 1 ноября 1918 в связи с победой украинской национально-демократической революции в Галичине. Последний наместник граф Гуйн официально передал власть Украинской национальной раде ЗУНР.